# Derren Witcombe
Pas d'image ? Cliquez ici

a Compétitions nationales et continentales officielles uniquement.

b Matchs officiels uniquement.
Dernière mise à jour le 22 juillet 2019.
 Derren John Charles Witcombe, né le 30 octobre 1978 à Hobart (Tasmanie), est un joueur de rugby à XV néo-zélandais qui joue avec les All-Blacks et qui a évolué dans le Super 12 avec les Auckland Blues au poste de talonneur (1,85 m pour 113 kg).

## Carrière

### Club et Province
- 2001-2002 : Northland
- 2002-2007 : Blues
- 2003-2007 : Auckland

Il a débuté avec la province de Northland en 2001 et avec les Blues en 2002.

### En équipe nationale
Il a disputé son premier test match le 10 juin 2005 contre l'équipe des Fidji.

## Palmarès

### En club
- 53 matchs de Super 12/14
- 48 sélections en province

### En équipe nationale
- Vainqueur du Tri-nations en 2005.

## Statistiques

### En équipe nationale
En 2005, Derren Witcombe compte 5 sélections avec les All-Blacks. Avec les Kiwis, il participe à une édition du Tri-nations en 2005.